# Potamogeton haynesii
Potamogeton haynesii är en nateväxtart som beskrevs av Carl Barre Hellquist och G.E. Crow. Potamogeton haynesii ingår i släktet natar, och familjen nateväxter. Inga underarter finns listade.